# Zone insulare

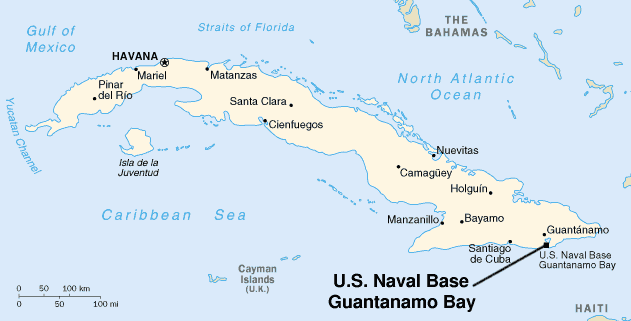
Poziţia Golfului Guantanamo în Cuba

Zone insulare sunt numite de obicei insulele care se află în apele teritoriale ale unui stat sau teritorii izolate și care sunt subordonate din punct de vedere administrativ și politic statului respectiv.
Excepții de zone insulare care nu se găsesc în apele teritoriale ale statului sunt rămășițe ale sistemului colonial sau neocolonial.

## Caractere juridice
Din punct de vedere juristic aceste insule (teritorii) sunt în așa numită zonă de competență a statului de care aparțin, urmărirea penală celor care au încălcat legile statului, precum și respectarea sentințelor judecătorești date.
Un exemplu când insula este împărțită între două state ca insula Timor din Indonezia, sau insula Cipru ca și Cuba are o regiune Guantanamo Bay care se află sub administrația SUA.
Această suveranitate poate avea un efect negativ sau unul pozitiv:
- Efectul pozitiv statul suveran apără teritoriul în fața unui agresiuni din afară, pe care zona insulară n-ar putea realiza cu forțele de apărare proprii. Bunăstarea economică și o valută tare a statului severan influențează pozitiv și economia acestui teritoriu.
- Efectul negativ pierderea independenței politice, economice, culturale și religioase, impozitele sau toate hotărârile care sunt impuse central fără a ține seama de caracterele și necesităților specifice regiunii. Un aspect negativ mai poate fi, când prin legile statului suveran nu se respectă drepturile omului, sistem care se extinde și pe zona insulară.

## Aspectul social economic
Din punct de vedere social-economic este foarte important integrarea regiunii, pentru a crea posibilitatea populației autohtone de a considera statul suveran ca o patrie.